# Kirchhasel (Hünfeld)
Kirchhasel ist ein Stadtteil von Hünfeld im osthessischen Landkreis Fulda. Zum Ort gehören die Weiler Stendorf und Neuwirtshaus.

## Geographie
Der Stadtteil Kirchhasel liegt am nördlichen Ausläufer der Rhön und gehört zum Biosphärenreservat Rhön. Der Ort liegt drei Kilometer nordöstlich von Hünfeld. Im Süden verläuft die Bundesstraße 84.

## Geschichte

### Ortsgeschichte
Die älteste bekannte schriftliche Erwähnung von Kirchhasel erfolgte unter dem Namen Hasalaha im Jahr 815. Als in einer Urkunde die strittigen Zehntansprüche zwischen dem Bischof Wolfger von Würzburg und dem Abt Ratger des Reichsklosters Fulda geregelt wurden.
Bereits im 9. Jahrhundert wurde eine Wehrkirche erwähnt. Neben der Wehrkirche entstand die Pfarrkirche St. Georg. Die alte Wehrkirche erstrahlt heute noch neben der Pfarrkirche und es werden noch Taufen und Gottesdienste in der Wehrkirche gehalten.
Zum 31. Dezember 1971 wurde die bis dahin selbstständige Gemeinde Kirchhasel im Zuge der Gebietsreform in Hessen auf freiwilliger Basis in die Stadt Hünfeld eingemeindet.
Für Kirchhasel wurde, wie für die übrigen bei der Gebietsreform nach Hünfeld eingegliederten Gemeinden, ein Ortsbezirk gebildet.

### Verwaltungsgeschichte im Überblick
Die folgende Liste zeigt die Staaten und Verwaltungseinheiten, denen Kirchhasel angehört(e):
- vor 1803: Heiliges Römisches Reich, Hochstift Fulda, Amt/Oberamt Haselstein
- 1803–1806: Heiliges Römisches Reich, Fürstentum Nassau-Oranien-Fulda, Fürstentum Fulda, Amt Kirchhasel
- 1806–1810: Kaiserreich Frankreich, Fürstentum Fulda (Militärverwaltung)
- 1810–1813: Großherzogtum Frankfurt, Departement Fulda, Distrikt Kirchhasel
- ab 1816: Kurfürstentum Hessen, Großherzogtum Fulda, Amt Hünfeld
- ab 1821/22: Kurfürstentum Hessen, Provinz Fulda, Kreis Hünfeld[9][Anm. 2]
- ab 1848: Kurfürstentum Hessen, Bezirk Fulda
- ab 1851: Kurfürstentum Hessen, Provinz Fulda, Kreis Hünfeld
- ab 1867: Königreich Preußen, Provinz Hessen-Nassau, Regierungsbezirk Kassel, Kreis Hünfeld
- ab 1871: Deutsches Reich, Königreich Preußen, Provinz Hessen-Nassau, Regierungsbezirk Kassel, Kreis Hünfeld
- ab 1918: Deutsches Reich, Freistaat Preußen, Provinz Hessen-Nassau, Regierungsbezirk Kassel, Kreis Hünfeld
- ab 1944: Deutsches Reich, Freistaat Preußen, Provinz Kurhessen, Landkreis Hünfeld
- ab 1945: Deutsches Reich, Amerikanische Besatzungszone, Groß-Hessen, Regierungsbezirk Kassel, Landkreis Hünfeld
- ab 1946: Deutsches Reich, Amerikanische Besatzungszone, Hessen, Regierungsbezirk Kassel, Landkreis Hünfeld
- ab 1949: Bundesrepublik Deutschland, Hessen, Regierungsbezirk Kassel, Landkreis Hünfeld
- ab 1972: Bundesrepublik Deutschland, Hessen, Regierungsbezirk Kassel, Landkreis Fulda, Stadt Hünfeld

## Bevölkerung

### Einwohnerstruktur 2011
Nach den Erhebungen des Zensus 2011 lebten am Stichtag, dem 9. Mai 2011, in Kirchhasel 645 Einwohner. Darunter waren 3 (0,5 %) Ausländer. Nach dem Lebensalter waren 123 Einwohner unter 18 Jahren, 282 zwischen 18 und 49, 123 zwischen 50 und 64 und 117 Einwohner waren älter. Die Einwohner lebten in 246 Haushalten. Davon waren 63 Singlehaushalte, 54 Paare ohne Kinder und 105 Paare mit Kindern, sowie 21 Alleinerziehende und 3 Wohngemeinschaften. In 45 Haushalten lebten ausschließlich Senioren und in 159 Haushaltungen lebten keine Senioren.

### Einwohnerentwicklung
- 1812: 55 Feuerstellen, 417 Seelen (zusammen mit Neuwirtsbach)[1]

| Kirchhasel: Einwohnerzahlen von 1812 bis 2015 | Kirchhasel: Einwohnerzahlen von 1812 bis 2015 | Kirchhasel: Einwohnerzahlen von 1812 bis 2015 | Kirchhasel: Einwohnerzahlen von 1812 bis 2015 | Kirchhasel: Einwohnerzahlen von 1812 bis 2015 |
| --- | --------------------------------------------- | --------------------------------------------- | --------------------------------------------- | --------------------------------------------- |
| Jahr |                                               |                                               |                                               | Einwohner                                     |
| 1812 | 1812                                          |                                               | 417                                           | 417                                           |
| 1834 | 1834                                          |                                               | 575                                           | 575                                           |
| 1840 | 1840                                          |                                               | 561                                           | 561                                           |
| 1846 | 1846                                          |                                               | 568                                           | 568                                           |
| 1852 | 1852                                          |                                               | 534                                           | 534                                           |
| 1858 | 1858                                          |                                               | 531                                           | 531                                           |
| 1864 | 1864                                          |                                               | 544                                           | 544                                           |
| 1871 | 1871                                          |                                               | 511                                           | 511                                           |
| 1875 | 1875                                          |                                               | 469                                           | 469                                           |
| 1885 | 1885                                          |                                               | 506                                           | 506                                           |
| 1895 | 1895                                          |                                               | 502                                           | 502                                           |
| 1905 | 1905                                          |                                               | 515                                           | 515                                           |
| 1910 | 1910                                          |                                               | 498                                           | 498                                           |
| 1925 | 1925                                          |                                               | 512                                           | 512                                           |
| 1939 | 1939                                          |                                               | 526                                           | 526                                           |
| 1946 | 1946                                          |                                               | 761                                           | 761                                           |
| 1950 | 1950                                          |                                               | 795                                           | 795                                           |
| 1956 | 1956                                          |                                               | 661                                           | 661                                           |
| 1961 | 1961                                          |                                               | 620                                           | 620                                           |
| 1967 | 1967                                          |                                               | 648                                           | 648                                           |
| 1970 | 1970                                          |                                               | 667                                           | 667                                           |
| 1980 | 1980                                          |                                               | ?                                             | ?                                             |
| 1990 | 1990                                          |                                               | ?                                             | ?                                             |
| 2000 | 2000                                          |                                               | ?                                             | ?                                             |
| 2011 | 2011                                          |                                               | 645                                           | 645                                           |
| 2015 | 2015                                          |                                               | 653                                           | 653                                           |
| Datenquelle: Historisches Gemeindeverzeichnis für Hessen: Die Bevölkerung der Gemeinden 1834 bis 1967. Wiesbaden: Hessisches Statistisches Landesamt, 1968. Weitere Quellen: LAGIS: Stadt Hünfeld; Zensus 2011 |                                               |                                               |                                               |                                               |

### Historische Religionszugehörigkeit
| • 1885: | 506 katholische (= 100 %) Einwohner                               |
| • 1961: | 21 evangelische (= 3,39 %), 599 katholische (= 96,61 %) Einwohner |

## Politik
Für Kirchhasel besteht ein Ortsbezirk (Gebiete der ehemaligen Gemeinde Kirchhasel) mit Ortsbeirat und Ortsvorsteher nach der Hessischen Gemeindeordnung. Der Ortsbeirat besteht aus neun Mitgliedern. Bei den Kommunalwahlen in Hessen 2021 betrug die Wahlbeteiligung zum Ortsbeirat 63,78 %. Es erhielten die „Bürger-Union Kirchhasel“ mit 77,78 % sieben Sitze, und die CWE „Christliche Wähler-Einheit“ mit 22,22 % zwei Sitze. Der Ortsbeirat wählte Jürgen Ruschke zum Ortsvorsteher.

## Infrastruktur
Den öffentlichen Personennahverkehr stellt die lokale Nahverkehrsgesellschaft Fulda mit der Buslinie 87 sicher. In Kirchhasel gibt es den katholischen Kindergarten St. Georg und die Kindertagesstätte Kirchhasel mit dem Natur- und Waldkindergarten „Haselmäuse“.